# Cytinus ruber
Cytinus ruber  es una especie de planta parásita  perteneciente a la familia Cytinaceae. 

## Descripción

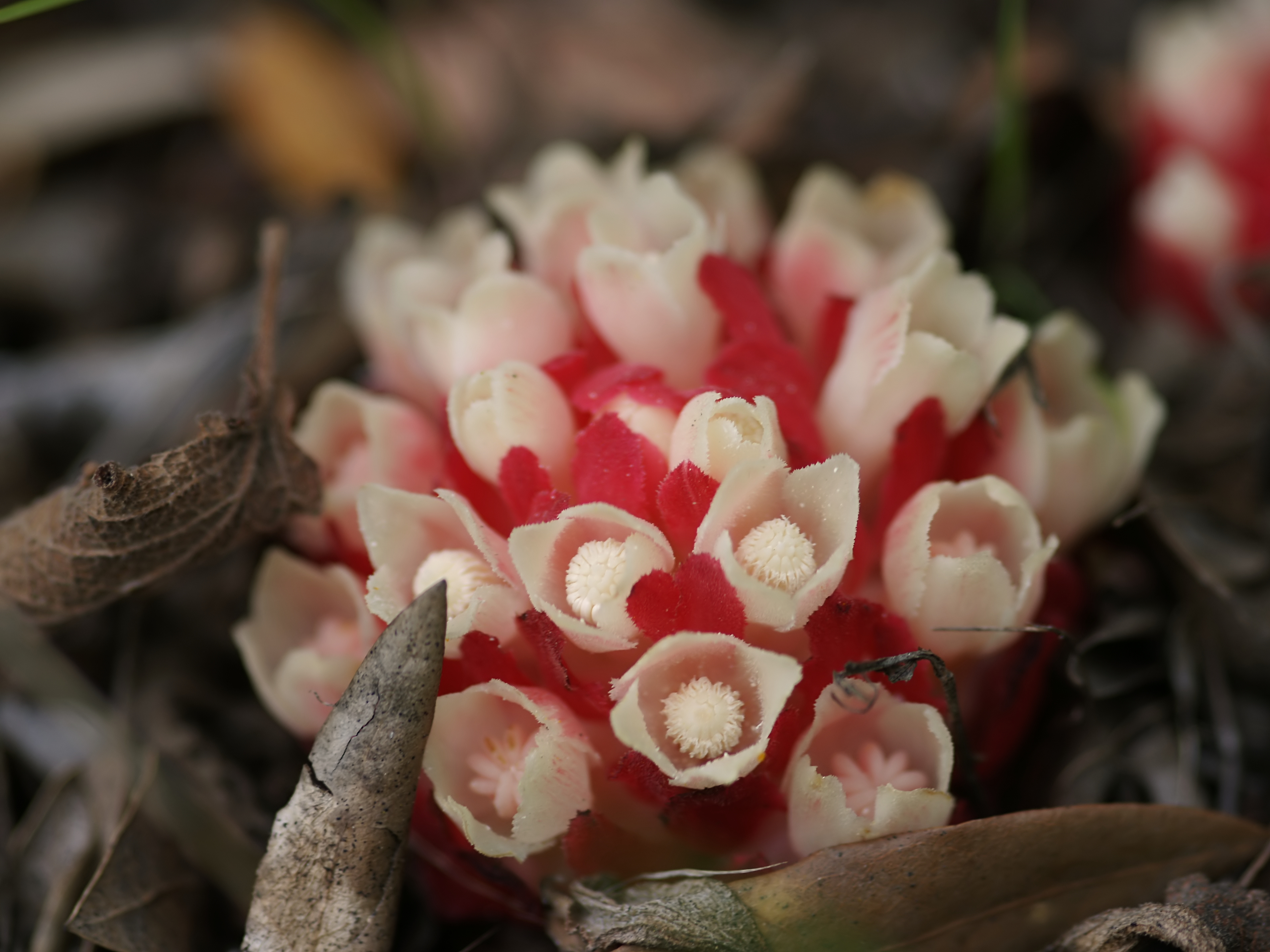
Flores

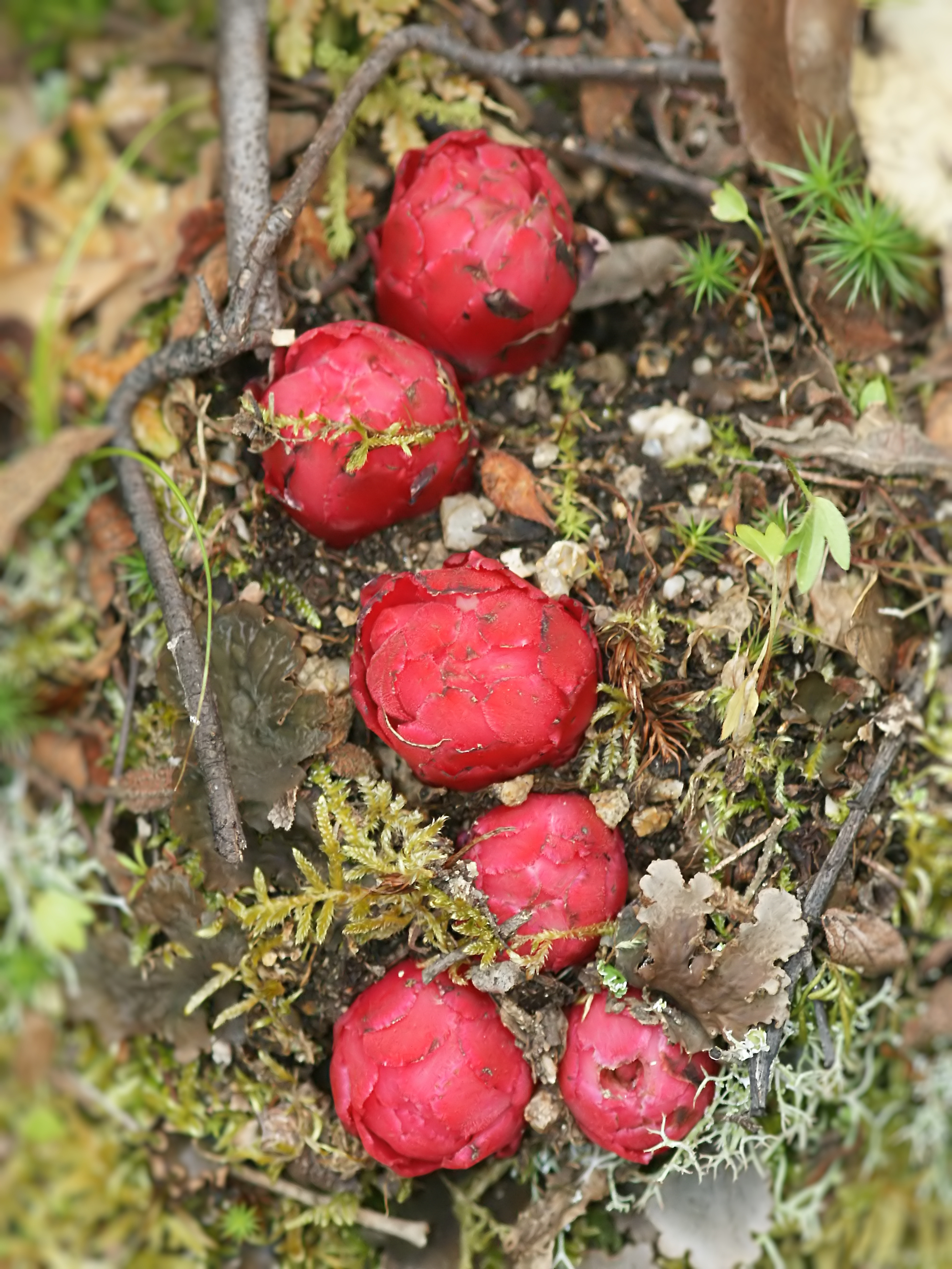
Capullos

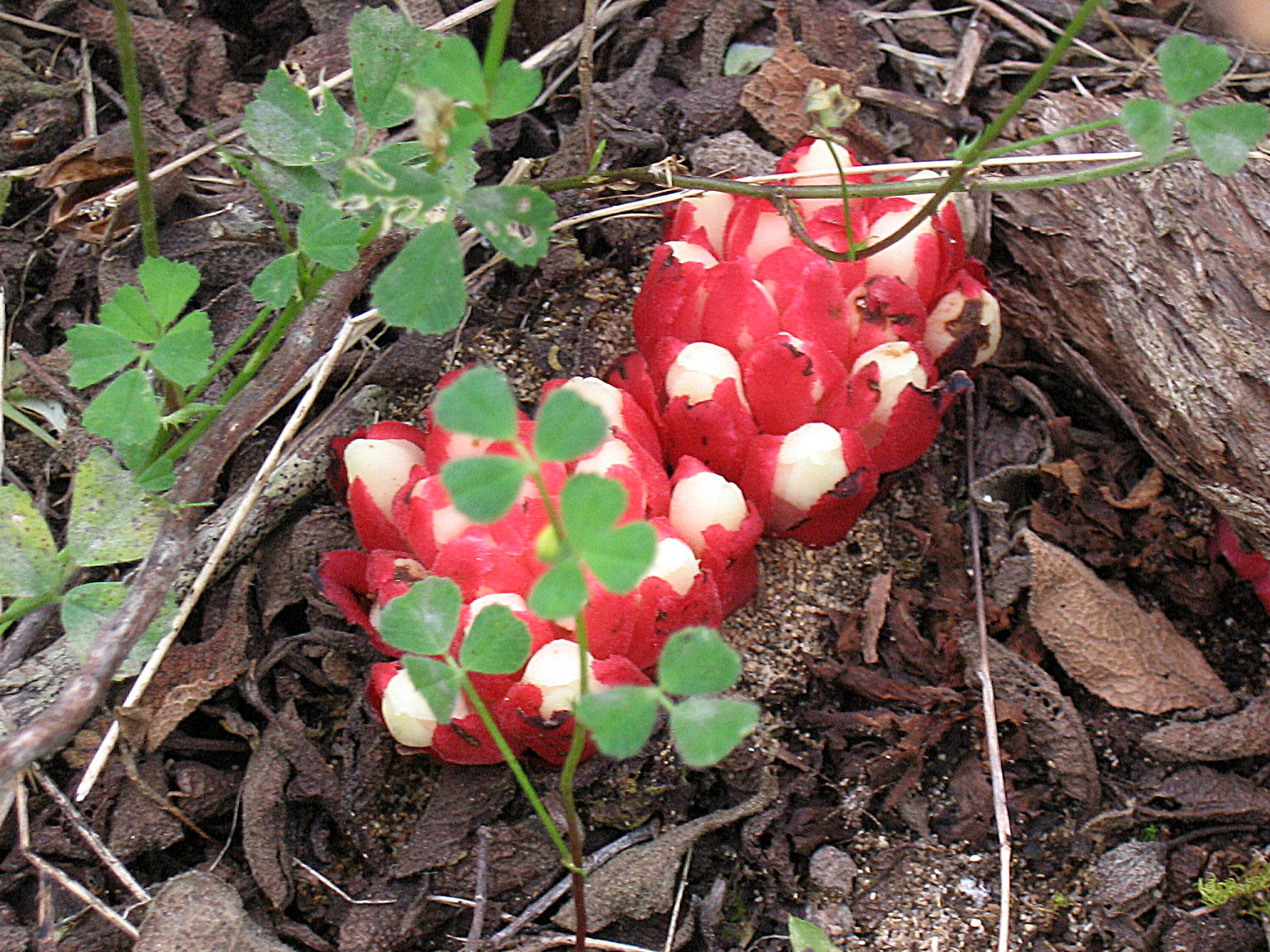
En su hábitat

Tiene tallos de 3-8(12) cm, solitarios o en densos manojos de hasta 13 sobre la misma raíz, blanquecinos en la porción hipogea, de un rojo carmín en la aérea, de  1 cm de diámetro en la base y 5 cm en el ápice, glabros. Hojas de (10)15-25(30)x 7-15 mm, las superiores mayores que las inferiores, obtusas, fimbriadas (dientes de hasta 1 mm) en la mitad apical, densamente imbricadas, de color rojo carmín –al igual que brácteas y bractéolas–, sobre todo en la parte apical. Inflorescencias de hasta 19 flores; brácteas de 20 x 7 mm, del mismo color quelas hojas, ± cóncavo-convexas; bractéolas 15-25 mm, papilosas en la cara externa. Perianto de las flores masculinas y femeninas 10-23 mm, blanco o de un blanco rosado (marfileño en la desecación), ± papiloso exterior e incluso interiormente;en las flores masculinas, ± infundibuliforme –tubo gradualmente estrechadobajo los lóbulos–; en las femeninas, lageniforme y que sobrepasa hasta 5 mm la longitud de las bractéolas y brácteas; lóbulos de 3 mm. Fruto  7 mm de diámetro, blanco. Semillas numerosas, elipsoides.

## Distribución y hábitat
Cytinus ruber se encuentra en los matorrales, en donde parasita cistus de flor rosada (Cistus albidus); a una altitud de 0-1000 (1200) metros en Canarias, Región mediterránea –desde Portugal hasta Turquía y desde Marruecos hasta Libia–, Cáucaso.

## Propiedades
Es una planta comestible (la pulpa del ovario es dulce) y usada antiguamente en medicina popular como astringente o emenagoga.
Observaciones.– Para algunos autores se trataría de una subespecie de la anterior –C. hypocistis subsp. clusii Nyman–, pero su coloración general, forma y color de la flor, más su especificidad con el hospedante, permiten distinguirlas bien (sobre todo en fresco, con cierta dificultad en material de herbario). Aunque, de acuerdo con lo que se dice, podría parasitar otras especies ibéricas de Cistus con flores rosadas –C. crispus, C. creticus y C. heterophyllus subsp. carthaginensis–, únicamentela hemos observado, tanto sobre el terreno como en material de herbario, en raíces o cepas de C. albidus.

## Taxonomía
Cytinus ruber fue descrita por (Fourr.) Fritsch y publicado en Excursionsflora für Oesterreich ed. 3: 69. 1922.
Etimología
Cytinus: nombre genérico que proviene del griego antiguo k´ytinos; latíniado cytinus(quitinus) = en origen, "el botón floral del granado (Punica granatum L., punicáceas)"; pero en el Pseudo Dioscórides, nombre ulterior de la hypokist( h)ís, la que en Dioscórides es una planta que “nace junto à las rayzes del Cisto, y se parece à la flor del granado”, según la traducción de Laguna –gr. hypó = "bajo, debajo de, etc."; gr. kísthos (kisthós, kístos); lat. cisthos = diversas especies del género Cistus L. (cistáceas)–. Resulta versosímil, ciertamente, que la planta de la que hablaban es la filosa o melera, Cytinus sp.
ruber: epíteto latíno que significa "rojo".
Sinonimia
- Cytinus clusii (Nyman) Gand.
- Cytinus hypocistis subsp. clusii Nyman
- Cytinus hypocistis var. kermesinus Guss.
- Cytinus hypocistis subsp. kermesinus (Guss.) Arcang.
- Cytinus hypocistis var. striatus Maire
- Cytinus ruber (Fourr.) Kom.
- Hypocistis kermesina (Guss.) Kuntze
- Hypocistis rubra Fourr.[5]

subsp. canariensis (Webb & Berthel.) Finschow ex G.Kunkel
- Cytinus canariensis Webb & Berthel.
- Cytinus hypocistis var. canariensis Webb & Berthel.
- Cytinus hypocistis subsp. canariensis (Webb & Berthel.) Wettst.

## Nombres comunes
- Castellano: chupamieles (2), chuperas (2), doncella (2), granadilla (2), hipocístide rojo (2), perlas (2), pinitas.[6]